# 喬塔
6°33′41″S 78°38′55″W / 6.56139°S 78.64861°W
喬塔（西班牙語：Chota），是秘魯的城鎮，位於該國北部卡哈馬卡大區，是喬塔省的首府，海拔高度2,388米，面積392.47平方公里，2012年人口30,280，人口密度每平方公里403.6人。